# Reality (James Brown)
Reality è il quarantaduesimo album in studio del cantante statunitense James Brown, pubblicato nel 1974.

## Tracce
1. Reality – 4:41
2. Funky President (People It's Bad) – 4:28
3. Further On Up the Road – 4:14
4. Check Your Body – 4:31
5. Don't Fence Me In – 3:57
6. All for One – 6:38
7. I'm Broken Hearted – 4:28
8. The Twist – 4:09
9. Who Can I Turn To (When Nobody Needs Me) – 4:05